# Vernantes
Vernantes is een gemeente in het Franse departement Maine-et-Loire (regio Pays de la Loire). De plaats maakt deel uit van het arrondissement Saumur. Vernantes telde op 1 januari 2022 2.006 inwoners.

## Geografie
De oppervlakte van Vernantes Saint-Martin-du-Fouilloux bedroeg op 1 januari 2022 40,77 vierkante kilometer; de bevolkingsdichtheid was toen 49,2 inwoners per km².

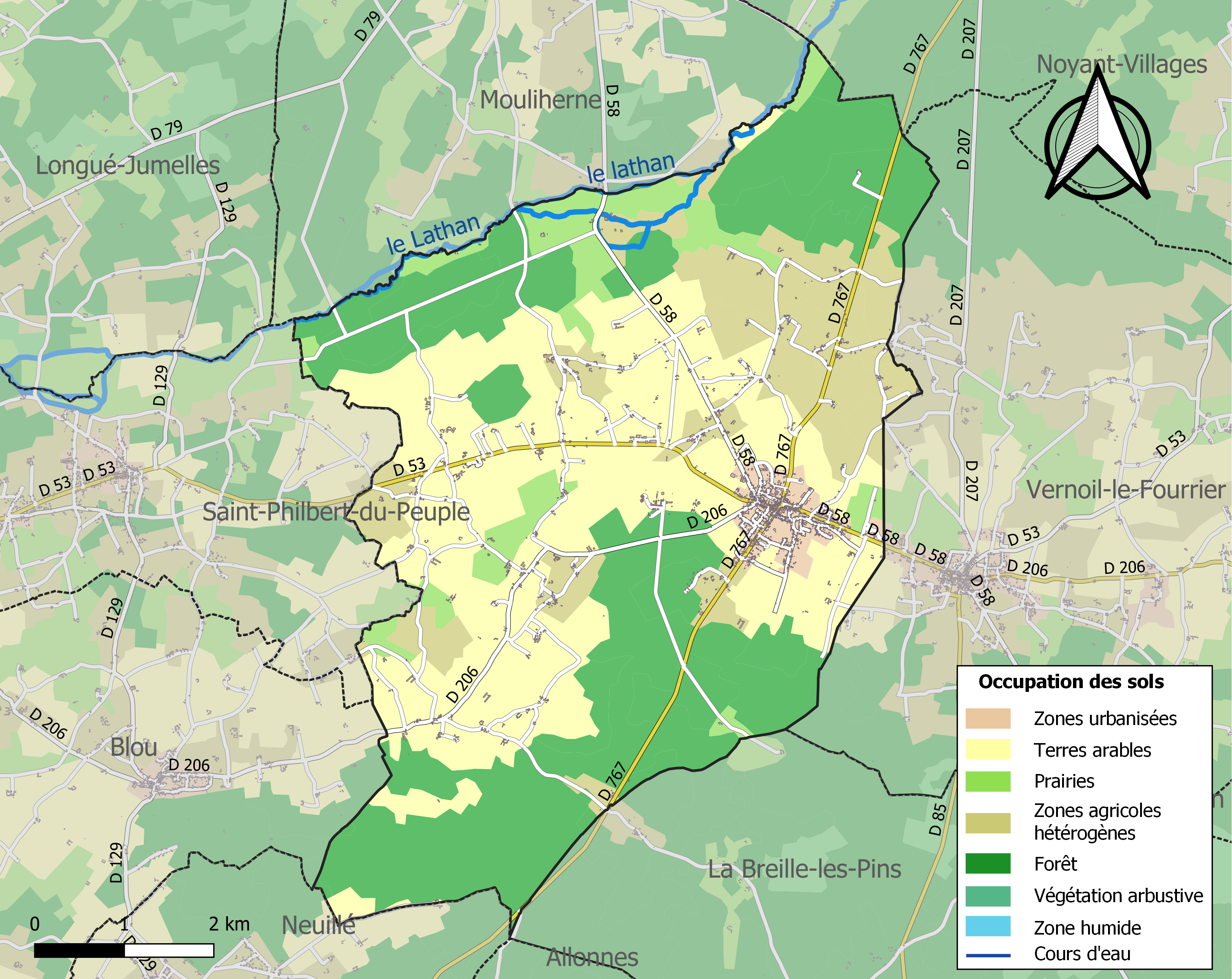
Kaart van de gemeente met de belangrijkste infrastructuur, bodemgebruik en omliggende gemeenten

## Demografie
Onderstaande figuur toont het verloop van het inwonertal (bron: INSEE-tellingen).